# Michaił Jenszyn
Michaił Aleksandrowicz Jenszyn (ros. Михаил Александрович Еншин, ur. 20 listopada?/3 grudnia 1900 w Smoleńsku, zm. 6 lutego 1984 w Moskwie) – radziecki generał porucznik, Bohater Związku Radzieckiego (1945).

## Życiorys
Ukończył gimnazjum, w 1917 wstąpił do Gwardii Czerwonej, a w październiku 1919 do Armii Czerwonej. W 1920 ukończył wojskowe technikum Frontu Zachodniego, w czerwcu 1920 został technikiem-saperem oddziału saperskiego Frontu Zachodniego, brał udział w wojnie z Polską, w grudniu 1922 został zwolniony do rezerwy. Od czerwca 1923 służył w Wojskach Pogranicznych OGPU, w 1927 został członkiem WKP(b), od września 1929 jako żołnierz Wojsk Pogranicznych OGPU Azji Środkowej uczestniczył w likwidacji basmaczy, później był pomocnikiem naczelnika okręgowego oddziału Wojsk Pogranicznych NKWD w Środkowoazjatyckim Okręgu Wojskowym. W maju 1935 został zastępcą naczelnika oddziału pogranicznego NKWD w Karelii, od grudnia 1937 dowodził oddziałem pogranicznym NKWD w Batumi, od października do grudnia 1939 i ponownie od marca 1940 uczył się w Wyższej Szkole Wojsk NKWD ZSRR, a od grudnia 1939 do marca 1940 walczył w wojnie z Finlandią. W 1941 ukończył Wyższą Szkołę Wojsk NKWD ZSRR i został jej wykładowcą w stopniu pułkownika, od lipca 1941 brał udział w wojnie z Niemcami jako dowódca 268 Dywizji Piechoty 8 Armii i potem 55 Armii Frontu Północno-Zachodniego i Leningradzkiego, 15 lipca 1941 mianowano go generałem majorem.
25 października 1941 objął dowództwo 291 Dywizji Piechoty 23 Armii Frontu Leningradzkiego, 1 listopada 1942 dowództwo Syberyjskiej Dywizji Piechoty Wojsk NKWD Samodzielnej Armii Wojsk NKWD ZSRR, a od 1 lutego do 2 czerwca 1943 dowodził 140 Syberyjską Dywizją Piechoty 70 Armii Frontu Centralnego, 17 marca 1943 został ciężko ranny i na miesiąc odesłany do szpitala. Następnie dowodził 307 Dywizją Piechoty 13 Armii/70 Armii/48 Armii Frontu Centralnego/Białoruskiego, a od 26 czerwca 1944 do końca wojny 362 Dywizją Piechoty 50 Armii 2 Frontu Białoruskiego/33 Armii 3 Frontu Białoruskiego/1 Frontu Białoruskiego. Uczestniczył w walkach po Leningradem, w bitwie pod Kurskiem, w likwidacji niemieckiego zgrupowania pod Mińskiem, w walkach na Litwie i w Polsce, w operacji wiślańsko-odrzańskiej i operacji berlińskiej, forsowaniu Desny, Sożu, Berezyny, Dniepru, Niemna i Odry. Szczególnie wyróżnił się podczas operacji wiślańsko-odrzańskiej w drugiej połowie stycznia 1945 przy przełamywaniu obrony przeciwnika i forsowaniu Warty. Wraz z dywizją brał również udział w zajmowaniu Łodzi. Po wojnie kierował jednym z działów służby komendanckiej w Meklemburgii, od października 1945 do lipca 1946 dowodził 265 Dywizji Piechoty i 34 Samodzielnej Brygady Piechoty w Grupie Wojsk Radzieckich w Niemczech, później 99 Dywizją Powietrznodesantową, w 1950 ukończył kursy przy Akademii Wojskowej im. Frunzego. Następnie dowodził 76 Dywizją Powietrznodesantową, w 1953 zaocznie ukończył Akademię Wojskową im. Frunzego i został dowódcą korpusu powietrznodesantowego, 8 lipca 1955 otrzymał stopień generała porucznika, od sierpnia 1956 do grudnia 1958 kierował Wydziałem Przygotowania Bojowego Wojsk Powietrznodesantowych, następnie zakończył służbę wojskową.

## Odznaczenia
- Złota Gwiazda Bohatera Związku Radzieckiego (6 kwietnia 1945)
- Order Lenina (dwukrotnie - 21 lutego 1945 i 6 kwietnia 1945)
- Order Czerwonego Sztandaru (siedmiokrotnie - 1940, 14 lipca 1943, 25 lipca 1944, 11 sierpnia 1944, 3 listopada 1944, 30 maja 1945 i 30 grudnia 1956)
- Order Suworowa II klasy (16 września 1943)
- Order Kutuzowa II klasy (15 stycznia 1944)
- Medal „Za obronę Leningradu”
- Medal „Za zwycięstwo nad Niemcami w Wielkiej Wojnie Ojczyźnianej 1941–1945”
- Medal „Za wyzwolenie Warszawy”
- Medal „Za zdobycie Berlina”
- Medal jubileuszowy „XX lat Robotniczo-Chłopskiej Armii Czerwonej”
- Medal „Weteran Sił Zbrojnych ZSRR”
- Krzyż Walecznych (Polska Ludowa)
- Medal za Odrę, Nysę, Bałtyk (Polska Ludowa)